# Incidente ferroviario di Mosier
L'incidente ferroviario di Mosier è stato un grave incidente ferroviario avvenuto alle ore 12:00 del 3 giugno 2016 nei pressi della gola del Columbia, vicino a Mosier, nell'Oregon.

## L'incidente

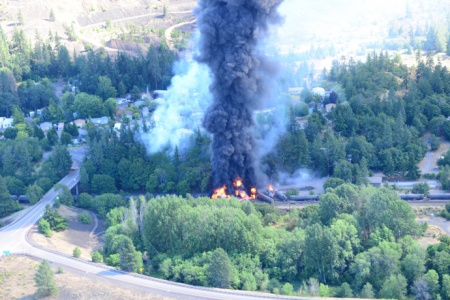
I vagoni deragliati in fiamme

Il 3 giugno 2016, un convoglio della Union Pacific con 96 vagoni cisterna che trasportavano petrolio Bakken da New Town, Dakota del Nord alla U.S. Oil and Refining a Tacoma, Washington, deragliò nei pressi della gola del Columbia vicino a Mosier, Oregon. Sedici dei 96 vagoni modello CPC-1232 deragliarono e diversi presero poi fuoco. Alle 17:00 si verificarono grandi esplosioni dalle cisterne. L'Interstate 84 dell'Oregon venne chiusa e il traffico fu deviato sulla Washington State Route 14.
Tra le 20 agenzie che hanno risposto, c'erano il Dipartimento di Ecologia di Washington, la Guardia Costiera degli Stati Uniti, la Federal Railroad Administration e l'autopompa antincendio dell'aeroporto di Portland che trasportava 1.300 U.S. liquid gallons (4.900 l) di schiuma antincendio. Dalle 16:30 i vigili del fuoco permisero che l'incendio bruciasse il carico di petrolio già incendiato, monitorandolo.
I residenti di Mosier furono evacuati e l'impianto di trattamento delle acque reflue venne chiuso. La mattina seguente si vide una chiazza di petrolio sul fiume Columbia. Due giorni dopo l'incidente, i residenti vennero autorizzati a tornare alle loro case e i treni merci ricominciarono a circolare sui binari, nonostante la forte opposizione della comunità. La comunità approvò quindi una mozione di emergenza chiedendo alla Union Pacific di rimuovere tutto il petrolio dai vagoni danneggiati prima di riprendere l'uso dei binari. La Union Pacific portò via i vagoni danneggiati e limitò la velocità dei treni a 10 miglia orarie (16 km/h) nella sezione.
Fuoriuscirono 42.000 U.S. liquid gallons (160.000 l) di petrolio. Gran parte di esso fu consumato dall'incendio, una parte finì nel fiume Columbia, e 10.000 U.S. liquid gallons (38.000 l) furono recuperati dall'impianto di trattamento delle acque reflue della città.

## Controversie
Il National Transportation Safety Board rifiutò di indagare a causa della mancanza di feriti o morti e le prime informazioni raccolte dopo l'incidente indicarono che non erano presenti problemi di sicurezza significativi.
In risposta al deragliamento e alla mancanza di indagini da parte del National Transportation Safety Board, i senatori dell'Oregon Jeff Merkley e Ron Wyden introdussero il Mandate Oil Spill Inspections and Emergency Rules (Mosier) Act che richiese una moratoria sul traffico dei treni cisterna dopo gravi disastri e che il Dipartimento dei Trasporti ridusse la quantità di gas volatili nel petrolio greggio che quei treni trasportarono. Il disegno di legge morirebbe in commissione.